# Corydalus cephalotes
Corydalus cephalotes är en insektsart som beskrevs av Jules Pièrre Rambur 1842. Corydalus cephalotes ingår i släktet Corydalus och familjen Corydalidae. Inga underarter finns listade i Catalogue of Life.